# Euthalia mahadeva
Euthalia mahadeva är en fjärilsart som beskrevs av Moore 1859. Euthalia mahadeva ingår i släktet Euthalia och familjen praktfjärilar. Inga underarter finns listade i Catalogue of Life.

## Bildgalleri

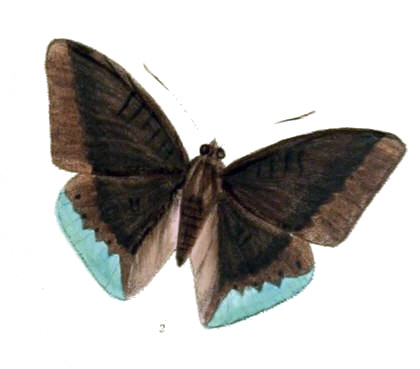
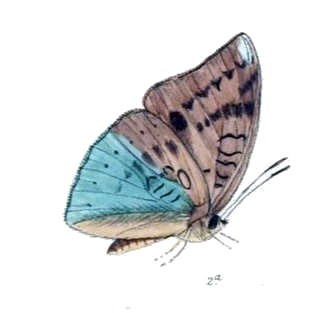
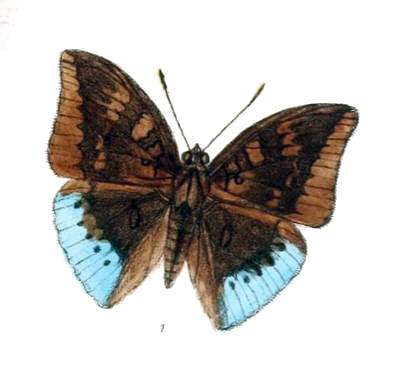
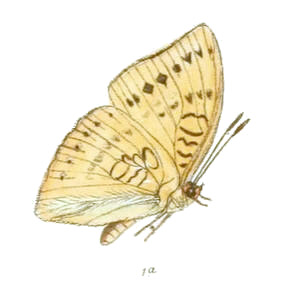